# МАЗ-504
МАЗ-504 — советский седельный тягач, выпускавшийся на Минском автомобильном заводе. С 1965 по 1970 годы выпускался базовый седельный тягач МАЗ-504. С 1970 по 1977 годы базовый седельный тягач МАЗ-504А.

## Модификации

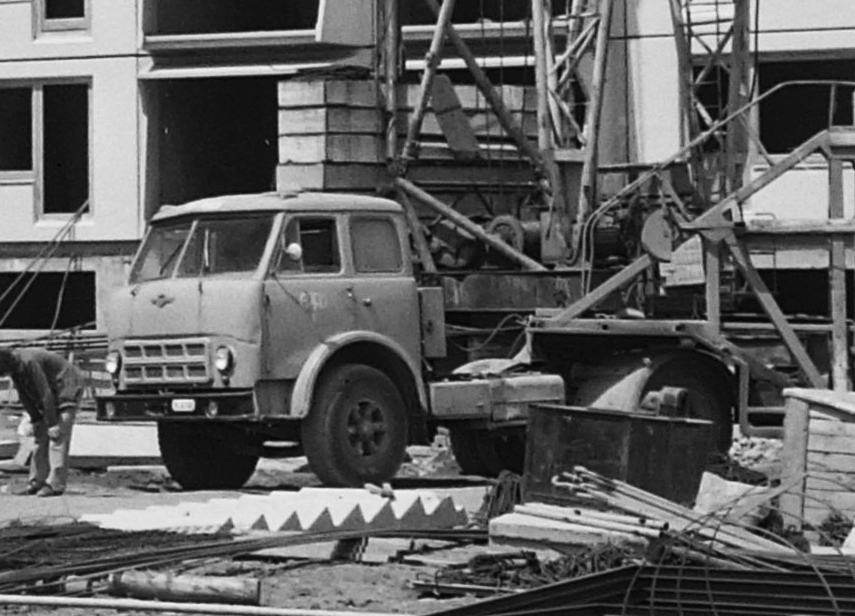
МАЗ-504А с прицепом-панелевозом в Венгрии

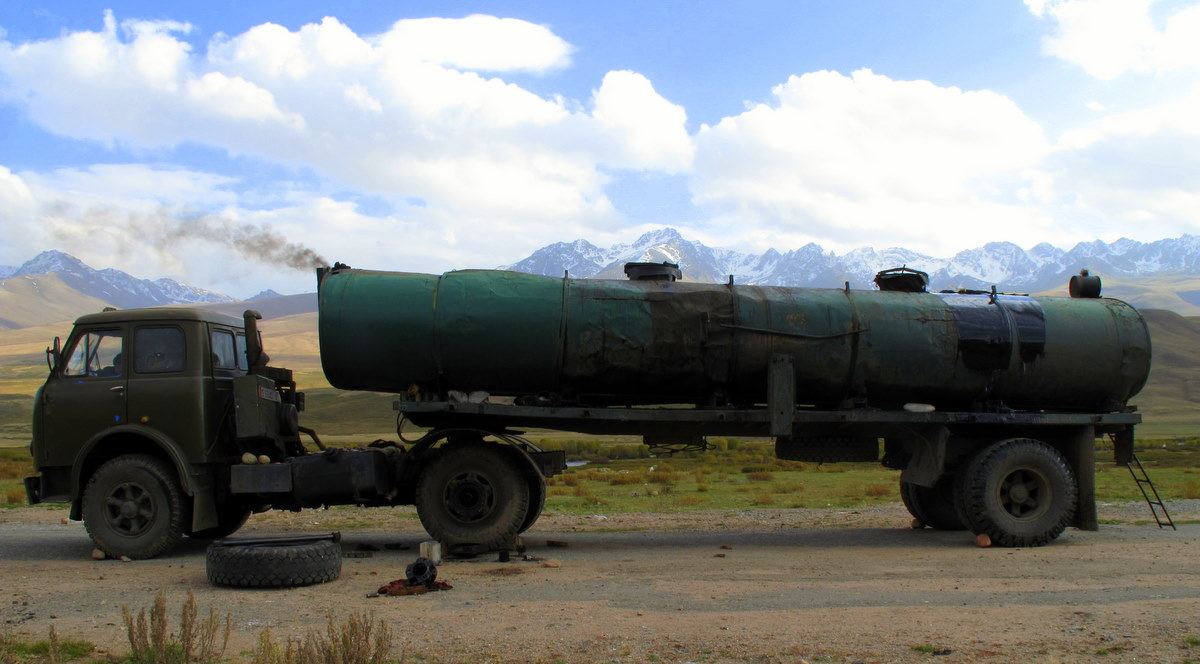
Автопоезд с МАЗ-504 в Кыргызстане, 2009

- МАЗ-504Б — седельный тягач с гидроприводом для полуприцепа-самосвала (1965—1970), базовый седельный тягач МАЗ-504.
- МАЗ-504В — седельный тягач с более мощным двигателем (ЯМЗ-238), предназначенный для работы в Совтрансавто на международных грузоперевозках (1970—1982, возможно, выпускался до 1990 года), базовый седельный тягач МАЗ-504А. С 1977 года получил внешние отличия семейства МАЗ-5334/35, индекс модели при этом не изменился.
- МАЗ-504Г — седельный тягач с гидроприводом для полуприцепа-самосвала (1970—1977), базовый седельный тягач МАЗ-504А.
- МАЗ-508В — полноприводный седельный тягач.
- МАЗ-515 — седельный тягач с колёсной формулой 6х4. Серийно не выпускался.
- МАЗ-520 — седельный тягач с колёсной формулой 6х2. Серийно не выпускался.